# Fernando De la Fuente
Fernando Emmanuel De la Fuente (Sierra Grande, 26 marzo 1986) è un ex calciatore argentino, di ruolo centrocampista.